# Mälarö SOK
Mälarö SOK (Skid och Orienteringsklubb) grundades den 29 april 1970 på Ekerö utanför Stockholm. 
Klubben har under åren breddat sin verksamhet och har förutom skid- och orienteringssektioner även skidskytte, triathlon, friidrott och gymnastik på programmet. Den idylliska klubbstugan, byggd 1801, vid Knalleberg togs över av klubben 1987 och fungerar idag som central mötesplats för klubbens medlemmar. Den används främst som träningsplats med vallabod och skidskyttebanor. Även om flera medlemmar genom åren nått nationell elitnivå så är klubben en öppen och välkomnande breddklubb. Klubben hjälper även kommunen med dragning av längdspår vintertid.